# Emil Euler
Emil Euler (ur. 15 lutego 1884, zm. 13 września 1950 w Warszawie) – zbrodniarz hitlerowski, członek personelu niemieckiego obozu koncentracyjnego Mauthausen-Gusen i SS-Obersturmführer.

## Życiorys
Członek NSDAP, pełnił w czasie II wojny światowej służbę w podobozach Mauthausen, kolejno: Gusen (dowodził tu kompanią wartowniczą), Wiener-Neudorf i, od 12 marca 1944 do 5 maja 1945, Ebensee. W Gusen dowodził m.in. wartownikami nadzorującymi więźniów pracujących w kamieniołomach St. Georgen. Euler był odpowiedzialny za morderstwa i maltretowanie więźniów, zwłaszcza narodowości polskiej. W Ebensee również pełnił funkcję dowódcy kompanii wartowniczej. Katował więźniów różnego rodzaju narzędziami i szczuł ich psem, a także rozkazał podległym mu strażnikom bezwzględnie strzelać do próbujących ucieczki więźniów.
Po zakończeniu wojny został początkowo osądzony przez amerykański Trybunał Wojskowy w Dachau w procesie załogi Mauthausen-Gusen (US vs. Hans Joachim Geiger i inni). Euler otrzymał wyrok 10 lat więzienia. Następnie ekstradowano go do Polski. Sąd w Warszawie skazał go 11 października 1949 za zbrodnie popełnione na więźniach narodowości polskiej w Gusen na karę śmierci przez powieszenie. Wyrok wykonano we wrześniu 1950.